# Merzbacher-sjön
Merzbacher-sjön är en glaciärsjö som ligger i provinsen Ysyk-Köl, i östra Kirgizistan, mellan norra och södra Inylchek-glaciärerna i Tienshan-bergen. Den kallas ofta "Försvinnande sjön" eftersom den töms på vatten varje år i samband med att isen smälter.

## Merzbachers expedition

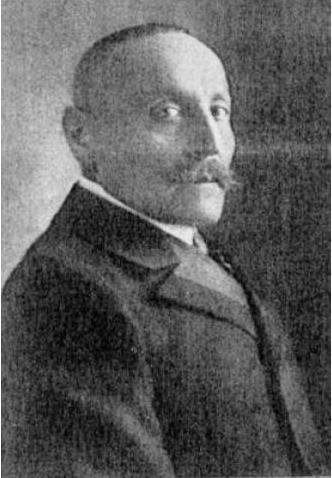
Gottfried Merzbacher kort före 1926.

Gottfried Merzbacher var en tysk geograf, alpinist och forskningsresande som 1902-1903 klättrade i Tianshan i en expedition utrustad av det Ryska geografiska sällskapet. Deras försök att bestiga Khan Tengri misslyckades, men de besteg flera andra bergstoppar. Under klättringsexpeditionen i Kirgizistan kom Merzbacher även till Inylchek-glaciärerna, som täcker en yta av 583 km2, och stötte där på den märkliga glaciärsjön, som senare kom att uppkallas efter honom. Expeditionen gjorde upptäckten på tydligast tänkbara sätt - sjön och dess närmaste omgivning visade sig omöjlig att ta sig över, något som fler expeditioner skulle komma att få erfara. Merzbachers expedition fick ta en 14 kilometer lång omväg. Medan vandringen pågick fick Merzbacher bevittna det egendomliga fenomenet med en sjö som försvann.

## Hypoteser
Sjön har en fördämning av is, som hindrar den från att tömmas under huvuddelen av året. Men under sommarperioden smälter dammen tills ett hål så småningom uppstår och sjön töms inom tre dygn. När detta inträffar kan sjöns vattenföring öka till upp emot 1 000 m3 per sekund, vilket ställer till med förödelse och översvämningar nedströms. Vattenmassorna fyller på Inylchek-floden.
Merzbacher upptäckte sjön 1902 och återvände till området 1903 och kunde då konstatera att sjön åter var fylld. Han stannade tillräckligt länge för att inse att tömningen och återfyllningen verkade vara årlig. Det har sedan bekräftats att det verkligen är frågan om en årlig cykel av ansamling, genombrott och tömning. Det sker vanligtvis någon gång i mitten av augusti. Det finns flera hypoteser om mekanismerna som skapar den "Försvinnande sjön", men det exakta förloppet är ännu inte känt.
Merzbacher redogjorde för sina färder i Aus der Hochregion des Kaukasus (två band, 1901, med karta), Forschungsreise im Tian-Schan (1904) samt supplement 149 i "August Petermanns Petermanns Geographische Mitteilungen", An Expedition into the Central Thian Shan Mountains (1905) samt i "Zeitschrift der Gesellschaft für Erdkunde" (1910). Vid sin död 1926 hade Merzbacher nästan hunnit fullborda en karta i 1:100 000 över centrala Tianshan.

## Andra tömmande sjöar
Det finns andra sjöar i världen som uppvisar liknande cykliska beteenden kring vattenföringen, exempelvis på Island, Grönland  och i Schweiz. Men inte någon annan glaciärsjö uppvisar en sådan regelbundenhet och pålitlighet som Merzbacher-sjön. Dock händer det att tidtabellen bryts även för denna sjö. År 2003 skedde tömningen redan i juli månad.